# Мејсон Пламли
Мејсон Александер Пламли (енгл. Mason Alexander Plumlee; Форт Вејн, Индијана, 5. март 1990) амерички је кошаркаш. Игра на позицијама крилног центра и центра, а тренутно наступа за Шарлот хорнетса.

## Успеси

### Репрезентативни
- Светско првенство:  2014.

### Појединачни
- Идеални тим новајлија НБА — прва постава: 2013/14.